# آنجلو هاوک
آنجلو هاوک (انگلیسی: Angelo Hauk؛ زادهٔ ۲۸ ژوئیهٔ ۱۹۸۴) بازیکن فوتبال اهل آلمان است.
از باشگاه‌هایی که در آن بازی کرده‌است می‌توان به باشگاه فوتبال مونیخ ۱۸۶۰، باشگاه فوتبال وی‌اف‌آر آلن، و باشگاه فوتبال هالشر اشاره کرد.